# 马塞利诺·坎帕纳尔
马塞利诺·巴克罗·冈萨雷斯·德尔里奥（西班牙語：Marcelino Vaquero González del Río，1931年2月13日—2020年5月25日），通称马塞利诺·坎帕纳尔（Marcelino Campanal），西班牙男子足球运动员，司职後衛。

## 生平
1931年生于西班牙北部奥维耶多省希洪。16岁时前往南部安达卢西亚，投靠效力塞維利亞足球俱樂部的叔叔吉列尔莫·坎帕纳尔。1950年夏，他与该俱乐部签约，一共效力了16个赛季，参加了403场正式比赛。1950年代亦曾入选西班牙國家足球隊，出场11次。1954年被媒体评为西班牙年度最佳运动员。1966年后，他为拉科鲁尼亚效力2年。
2020年5月25日在阿维莱斯逝世。